# Monumento a Quini
El monumento a Quini es una estatua del futbolista español Quini, fallecido el 27 de febrero de 2018 tras sufrir un infarto agudo de miocardio. Es obra del artista Carlos García y está situado en las inmediaciones del estadio El Molinón, en la ciudad de Gijón, Asturias, España.
El monumento a Quini es una escultura en bronce, a tamaño natural, instalado sobre una base de mármol donde se puede leer el siguiente texto:

ENRIQUE DE CASTRO
"QUINI"
1949
¡Ahora, Quini, ahora...
 y siempre!

Reproduce la celebración del primero de los dos goles de Quini al Hércules de Alicante Club de Fútbol en el partido correspondiente a la temporada 1985-86 de Primera División disputado el 17 de noviembre de 1985, en un partido que el Sporting acabaría ganando por 3 goles a 1, y que recogió el fotoperiodista de la Agencia EFE José Luis Cereijido.

## Financiación
La campaña para su construcción se inició el 17 de julio de 2022 a través de una plataforma de micromecenazgo, pero no recaudó los fondos necesarios. Finalmente el Ayuntamiento presidido por Carmen Moriyón, que ya había añadido el nombre del futbolista al del estadio en su anterior mandato, en 2018, aprobó una partida de 121.000 euros para abonar la cantidad pendiente de pago con el autor de la obra.

## Inauguración
El monumento fue inaugurado el 23 de septiembre de 2024, el día que Quini habría cumplido 75 años de edad, en un acto público al que acudieron su viuda, Marinieves Cañada; sus hijos Lorena, Kike, Óscar y Jorge; sus cinco nietos, Pablo, Andrea, Lola, Ainhoa y Martina; y personalidades como la Alcaldesa, Carmen Moriyón, junto a la primera teniente de alcaldesa Ángela Pumariega, el Segundo teniente de Alcaldesa, Jesús Martínez Salvador, y los concejales María Mitre Aranda, Jorge González-Palacios, Gilberto Villoria, Montserrat López Moro, Nuria Bravo Bretones y Pelayo Barcia. También la directora general de deporte Manuela Eleazar. El Sporting acudió encabezado por David Guerra, presidente ejecutivo y Joaquín Alonso, relaciones institucionales.
La imagen se descubrió después de que sonara el himno del Sporting al son de la gaita de José Luis García, director de la Banda de Gaitas Villa de Gijón.